# El Mayoral de Abajo
El Mayoral de Abajo är en ort i Mexiko.   Den ligger i kommunen Jalostotitlán och delstaten Jalisco, i den centrala delen av landet, 400 km nordväst om huvudstaden Mexico City. El Mayoral de Abajo ligger 1 805 meter över havet och antalet invånare är 139.
Terrängen runt El Mayoral de Abajo är huvudsakligen platt, men åt nordost är den kuperad. Runt El Mayoral de Abajo är det ganska tätbefolkat, med 65 invånare per kvadratkilometer. Närmaste större samhälle är San Juan de los Lagos, 13,3 km öster om El Mayoral de Abajo. I omgivningarna runt El Mayoral de Abajo växer huvudsakligen savannskog.